# Паласиос, Айен
Айе́н Сантья́го Пала́сиос Са́нчес (исп. Hayen Santiago Palacios Sánchez; род. 8 сентября 1999, Медельин) — колумбийский футболист, нападающий клуба «Энвигадо».

## Биография
Паласиос — воспитанник клуба «Атлетико Насьональ». 2 апреля 2018 года в матче против «Бояка Чико» он дебютировал в Кубке Мустанга. 17 сентября в поединке против «Энвигадо» Айен забил свой первый гол за «Атлетико Насьональ».